# Albumy numer jeden w roku 2018 (Litwa)
Notowania Albumų Top 100 publikowane i kompletowane są przez organizację Agata w oparciu o cotygodniowe wyniki sprzedaży cyfrowej i fizycznej albumów na Litwie, a także częstotliwość odtwarzania albumów w serwisach streamingowych takich jak; Spotify, Deezer, Apple Music, iTunes, Google Play i Shazam. Poniżej znajduje się tabela prezentująca najpopularniejsze albumy w danych tygodniach w roku 2018.
W 2018 od kiedy lista była publikowana (28 września) dziewięć albumów różnych artystów osiągnęło szczyt litewskiego notowania Agata.

## Historia notowania
| Data                     | Okres sprzedaży                        | Album                                      | Wykonawca          | Źródło             |
| ------------------------ | -------------------------------------- | ------------------------------------------ | ------------------ | ------------------ |
| 1 stycznia – 27 września | Lista nie istniała                     | Lista nie istniała                         | Lista nie istniała | Lista nie istniała |
| 28 września              | 21 września – 27 września 2018         | Kamikaze                                   | Eminem             | [ 3 ]              |
| 5 października           | 28 września – 4 października 2018      | Kamikaze                                   | Eminem             | [ 4 ]              |
| 12 października          | 5 października – 11 października 2018  | Trench                                     | Twenty One Pilots  | [ 5 ]              |
| 19 października          | 12 października – 18 października 2018 | Kamikaze                                   | Eminem             | [ 6 ]              |
| 26 października          | 18 października – 25 października 2018 | A Star Is Born Soundtrack                  | Lady Gaga          | [ 7 ]              |
| 2 listopada              | 25 października – 1 listopada 2018     | Ballads 1                                  | Joji               | [ 8 ]              |
| 9 listopada              | 2 listopada – 8 listopada 2018         | A Star Is Born Soundtrack                  | Lady Gaga          | [ 9 ]              |
| 16 listopada             | 9 listopada – 15 listopada 2018        | Come Over When You’re Sober, Pt. 2 (Bonus) | Lil Peep           | [ 10 ]             |
| 23 listopada             | 16 listopada – 22 listopada 2018       | Come Over When You’re Sober, Pt. 2 (Bonus) | Lil Peep           | [ 11 ]             |
| 30 listopada             | 23 listopada – 29 listopada 2018       | Don’t Smile at Me                          | Billie Eilish      | [ 12 ]             |
| 7 grudnia                | 30 listopada – 6 grudnia 2018          | Pick Up Line                               | Free Finga         | [ 13 ]             |
| 14 grudnia               | 7 grudnia – 13 grudnia 2018            | Skins                                      | XXXTentacion       | [ 14 ]             |
| 21 grudnia               | 14 grudnia – 20 grudnia 2018           | Merry Christmas                            | Mariah Carey       | [ 15 ]             |
| 28 grudnia               | 21 grudnia – 27 grudnia 2018           | Merry Christmas                            | Mariah Carey       | [ 16 ]             |